# Evinayong
Evinayong egy város Río Muni délkeleti részén, Egyenlítői-Guineában. A 2001-es népszámlálás szerint 7 997 fő élt. Egy kis hegység tetején található, ismert az éjszakai életről, a szupermarketéről és közeli vízeséseiről. Egy börtön is található. A Centro Suri Tartomány székhelye.

## Nevezetes lakosai
- Benjamín Enzema, olimpiai futó, aki két nemzetközi világrekordot is tart.
- Leandro Mbomio Nsue, szobrász és festő, illetve ideiglenes államfő.

## Fordítás
- Ez a szócikk részben vagy egészben  az   Evinayong című angol Wikipédia-szócikk fordításán alapul.  Az eredeti cikk szerkesztőit annak laptörténete sorolja fel. Ez a jelzés csupán a megfogalmazás eredetét és a szerzői jogokat jelzi, nem szolgál a cikkben szereplő információk forrásmegjelöléseként.